# Pasivni transport
Pasívni transpórt je v celični biologiji način prenosa snovi skozi celično membrano. Za razliko od aktivnega transporta je ta proces spontan in ne porablja kemične energije.
Pasivni transport je odvisen od prepustnosti celične membrane, ki je nadalje odvisna od ureditve in značilnosti membranskih lipidov in beljakovin. Štiri glavne vrste pasivnega transporta so difuzija, olajšani transport, filtracija in osmoza.

## Difuzija
Difuzija je prenos snovi iz območja z višjo koncentracijo te snovi v območje z nižjo. Razlika koncentracij med obema območjema je povezana s koncentracijskim gradientom, difuzija pa poteka, vse dokler obstaja koncentracijski gradient. Ker difuzija prenaša le snov iz območja z višjo koncentracijo v območje z nižjo, pravimo, da deluje »vzdolž koncentracijskega gradienta« (primerjaj z aktivnim transportom, ki prenaša snov iz območja z nižjo koncentracijo v območje z višjo »proti koncentracijskemu gradientu«).
Brez koncentracijskega gradienta ni nobenega neto prenosa snovi. Snov se seveda lahko premika iz enega območja v drugo, vendar pa je ta tok snovi uravnovešen z enako velikim tokom v nasprotni smeri.
Difuzija je biološko pomemben mehanizem za odpravljanje koncentracijskig gradientov v telesu. Metabolična aktivnost, na primer, porablja kisik, kar posledično zmanjša koncentracijo kisika v krvi; to koncentracijo obnavlja difuzija kisika v pljučnih alveolah.

## Olajšani transport
Pri olajšanem transportu tvorijo molekule, ki prehajajo prek membrane, kompleks z molekulo nosilcem, ki je v membrani. Kompleks difundira z ene strani membrane na drugo in tam sprosti preneseno molekulo. Tak način transporta je pomemben za veliko velikih hidrofilnih molekul, kot npr. glukoza ali aminokisline, ki so prevelike, da bi lahko difundirale skozi membranske pore. Namesto tega se selektivno vežejo na receptorsko mesto molekule nosilca, ki jih prenese prek membrane. Zavedati pa se moramo, da je olajšani transport še vedno pasivni proces, s katerim lahko molekule topljenca potujejo le vzdolž koncentracijskega gradienta.

## Filtracija
Filtracija je gibanje vode in molekul topljenca prek celične membrane zaradi hidrostatskega tlaka, ki ga ustvarja krvožilni sistem. Odvisno od velikosti membranskih por lahko na ta način prehajajo le molekule, ki ne presegajo določene velikosti. Membranske pore v Bowmanovih kapsulah v ledvicah so zelo majhne, zato lahko skoznje prehaja le albumin, najmanjša beljakovina. Membranske pore v jetrnih celicah so po drugi strani zelo velike in prepuščajo vrsto različnih topljencev.

## Osmoza
Osmoza je pravzaprav difuzija molekul vode. Večina celičnih membran v večji ali manjši meri prepušča vodo, in ker ta predstavlja tako pomembno vlogo v biološkem delovanju organizma, si je difuzija vode prislužila svoje ime — osmoza.
Molekule vode povezujejo vodikove vezi; za razliko od večine topljencev molekule vode ne potujejo posamično ampak v skupkih, kar imenujemo z angleškim izrazom »bulk flow«.